# Manuel Betegón Baeza
Pour les articles homonymes, voir Baeza (homonymie).
Manuel Betegón Baeza, né le 29 août 1953, est un homme politique espagnol membre du Parti populaire (PP).

## Biographie

### Vie privée
Il est veuf et père de deux enfants.

### Profession
Il est président du Collège des ingénieurs agronomes de Castille-et-León.

### Carrière politique
Le 20 décembre 2015, il est élu sénateur pour Palencia au Sénat et réélu en 2016.